# هتل بیروت (فیلم)
هتل بیروت (به انگلیسی: Beirut Hotel) سومین فیلم بلند کارگردان لبنانی دانیل عربید است که در سال ۲۰۱۱ در لبنان ساخته شده‌است. این فیلم نخستین بار در همان سال (ساخت) و در جشنواره فیلم لوکارنو به نمایش در آمد.

## خلاصه داستان
در شبی، زُها زن خواننده جوان و متاهل فیلم، یک وکیل فرانسوی به نام متیو را در یک کلوپ شبانه در بیروت می‌بیند. در ادامه در حالی که زُها قصد دارد از دست همسرش فرار کند، متیو نیز مورد سوءظن جاسوسی قرار می‌گیرد. با وجود این مشکلات، در روند ادامه فیلم این دو نفر برای چند روز روابطی عاشقانه، آمیخته با خشونت و ترس خواهند داشت.

## صحنه های جنسی
دارین حمزه پس از نمایش فیلم هتل بیروت از یک کانال فرانسوی و برانگیختن احساسات برخی بینندگان با صحنه‌های جنسی، در مصاحبه‌ای گفت که در صحنه‌های جنسی بازی نکرده، زیرا او یک دختر عرب است که به آداب و رسوم و سنت‌ها پایبند است و به هیچ وجه نمی‌پذیرد که مردم خود را تحریک کند. در واقع، فیلم حاوی صحنه‌های جنسی است، اما من خودم این صحنه‌ها را انجام ندادم زیرا شرم دارم، اما از دانیل عربید کارگردان فیلم خواستم که در این کار حدی تعیین کند، زیرا من انجام نمی‌دهم. به همین دلیل کارگردان یک بدل فرانسوی را برای اجرای این صحنه‌ها استخدام کرد.»

## بازیگران
- دارین حمزه در نقش زُها
- رادنی ال‌حداد در نقش هیچام
- چارلز برلینگ در نقش متیو
- کارل سارافیدیس در نقش ربیع
- فادی ابی سمرا در نقش عباس

## نامزدی
- نامزد دریافت پلنگ طلایی جشنواره فیلم لوکارنو در سال ۲۰۱۱ میلادی.

## جنجال‌ها
نمایش این فیلم در لبنان، به دلیل اشاره به واقعه ترور رفیق حریری ممنوع اعلام شد.